# Omphalia stellata
Omphalia stellata är en svampart som först beskrevs av Elias Fries, och fick sitt nu gällande namn av Paul Kummer 1871. Omphalia stellata ingår i släktet Omphalia och familjen Tricholomataceae.   Inga underarter finns listade i Catalogue of Life.